# ホロール川
ホロール川（ホロールがわ、ウクライナ語：Хорол）は、ウクライナのスームィ州・ポルタヴァ州を流れる川である。長さ311km、流域面積は334km2である。流域にはムールホロドやホロールといった都市がある。
11月から1月にかけて凍結し、3月から4月初めに氷解する。2月から4月初めは雪解け水や融解によって特に水量が増える。一方、年間40日から50日ほど、上流で渇水するときがある。名前の由来はスキタイ語から生じたという説が有力視されている。
『原初年代記』には、1107年に、ルーシの連合軍が壊走するポロヴェツ族に追撃を加え、勝利したことが記されている。